# 雷体仁
雷体仁（Elia Facchini，1839年7月2日—1900年7月9日）天主教圣人、方济各会会士、传教士。

## 生平
1839年7月2日，雷体仁出生于意大利费拉拉省的雷诺（Reno Centese），洗名若瑟伯多禄，是家中的幼子，也是唯一的儿子。他于1858年7月进入里米尼的方济各会初学院修道，入会时改名为厄利亚。同时入会的有后来同时殉道的富格辣。1864年12月18日晋升神父。1867年他前往中国传教。十个月之后才到达目的地山西太原。在学习中文后，被派往管理大同教堂，不久调回太原大修道院任教授和神师及院长，教授拉丁文、哲学和神学，长达30余年，培育了二十余名中国神父。期间曾领导艾士杰主教创办的洞儿沟方济会院四年（1893-1897）。也编纂拉中词典。
1900年7月7日，雷体仁与艾士杰主教、富格辣副主教同时被捕。7月9日下午，在山西巡抚衙门前，为毓贤下令杀害。

## 宣福与封圣
1946年11月24日，教宗庇护十二世将其宣为真福。2000年10月1日，教宗若望保禄二世将包括他在内的120位中华殉道真福宣为圣人。纪念日为7月9日。